# نادی‌سکی
نادْیْ‌سِکِی (به مجاری:  Nagyszékely) یک شهرداری در مجارستان است که در ناحیه تاماشی واقع شده‌است. نادی‌سکی ۳۶٫۷ کیلومتر مربع مساحت و ۴۴۱ نفر جمعیت دارد.